# Loban'
Il Loban' (in russo Лобань?) è un fiume della Russia europea orientale, affluente di destra del Kil'mez' (bacino idrografico della Kama). Scorre nei rajon Bogorodskij,  Nemskij e Kil'mezskij dell'Oblast' di Kirov. 
Il fiume è formato dalla confluenza dei due rami sorgentizi Belaja Loban' e Čërnaja Loban', 17 km a sud-ovest del villaggio di Bogorodskoe. Scorre in direzione sud-sud-est, principalmente attraverso una foresta paludosa disabitata. Nel corso superiore, segna il confine tra i distretti di Bogorodskij e Nemskij, nel basso corso quello tra Nemskij e Kil'mezskij. Nel corso inferiore, il letto del fiume è tortuoso e forma numerosi meandri e lanche. Sfocia nel Kil'mez' a 71 km dalla foce, 10 km a nord-est di Kil'mez'. Ha una lunghezza di 169 km, il suo bacino è di 2810 km². L'affluente maggiore è il Kerzja (lungo 75 km).